# Vườn quốc tế Thung lũng Hạ Oder
Vườn quốc tế Thung lũng Hạ Oder (tiếng Anh: Lower Oder Valley International Park) là một khu vực bảo tồn thiên nhiên chung của Đức-Ba Lan. Nó bao gồm bờ Tây của sông Oder trong huyện Uckermark thuộc bang Đức Brandenburg cũng như bờ Đông rất dốc thuộc hạt Gryfiński và hạt Policki trong tỉnh Tây Pomeran (Zachodniopomorskie) của Ba Lan.
Khu vực chính ở Đức là Nationalpark Unteres Odertal (Vườn quốc gia Thung lũng Hạ Oder). Có một trung tâm thông tin tại Criewen. Phần chính ở Ba Lan là Park Krajobrazowy Dolina Dolnej Odry (Vườn phong cảnh Thung lũng Hạ Oder).

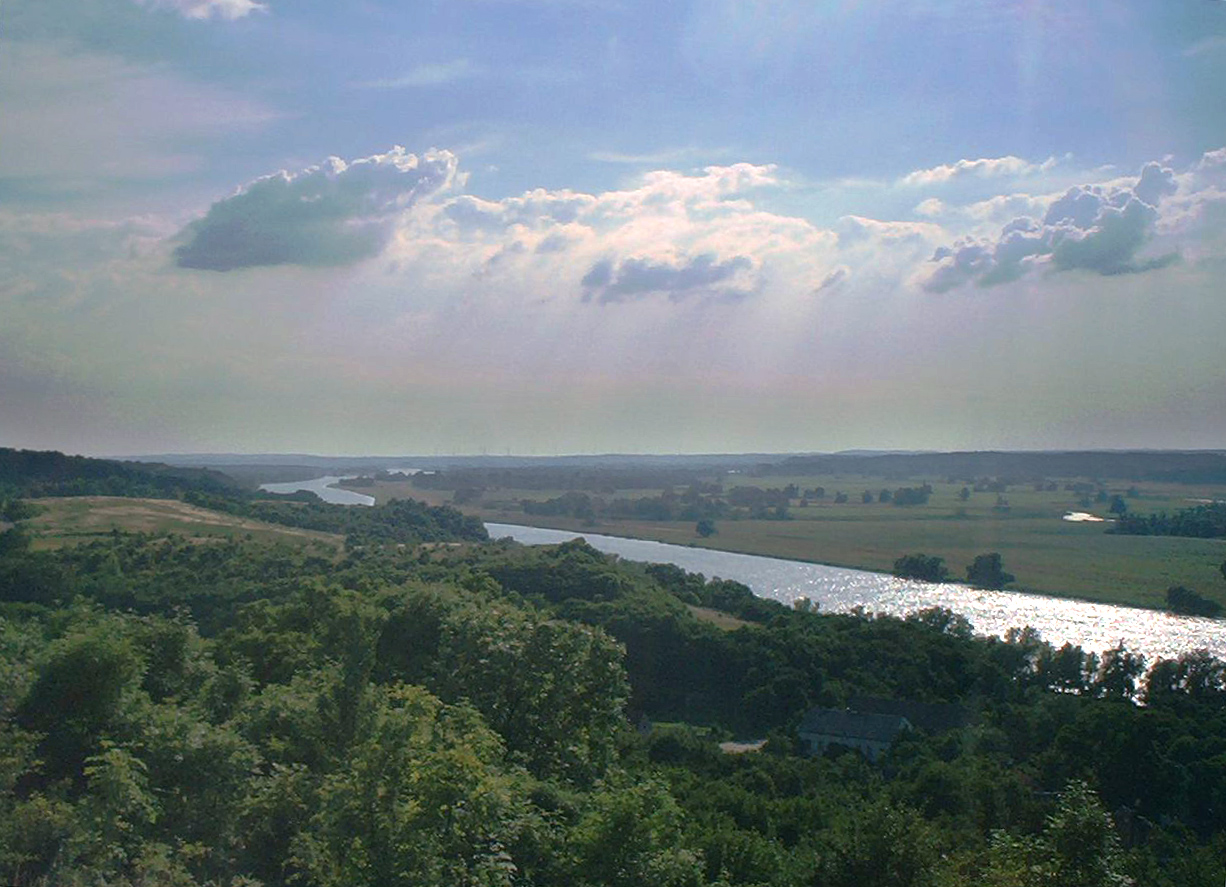
Cảnh từ Krajnik Dolny ở bên Ba Lan

Diện tích của vườn quốc tế là 165 km2 (64 dặm vuông Anh) (ở Đức 105 km2 (41 dặm vuông Anh), Ba Lan 60 km2 (23 dặm vuông Anh)); cùng với khu bảo tồn thiên nhiên sát bên ở Đức và Ba Lan diện tích tổng cộng là 1.173 km2 (453 dặm vuông Anh). Theo quyết định của hội đồng bảo vệ môi trường Đức-Ba Lan năm 1992, bộ trưởng về môi trường thiên nhiên Đức, Ba Lan, và Brandenburg cũng như tỉnh Szczecin đã lập ra Vườn quốc tế Unter Odertal.

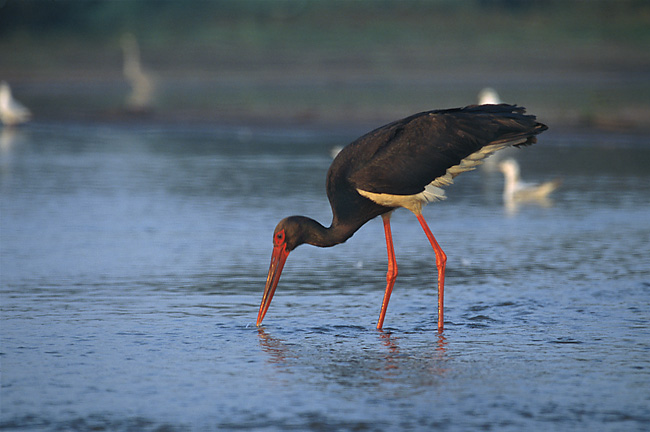
Hạc đen

Bờ phía Tây phẳng thấp của sông Oder có nhiều đê, để mà điều chỉnh mực nước và ngăn ngừa nạn lụt thường được mở vào mù đông và mùa xuân. Nước chảy tự do vào những vùng bãi bồi cho tới tháng 4 khi những con đê được đóng lại và nước được dẫn đi.

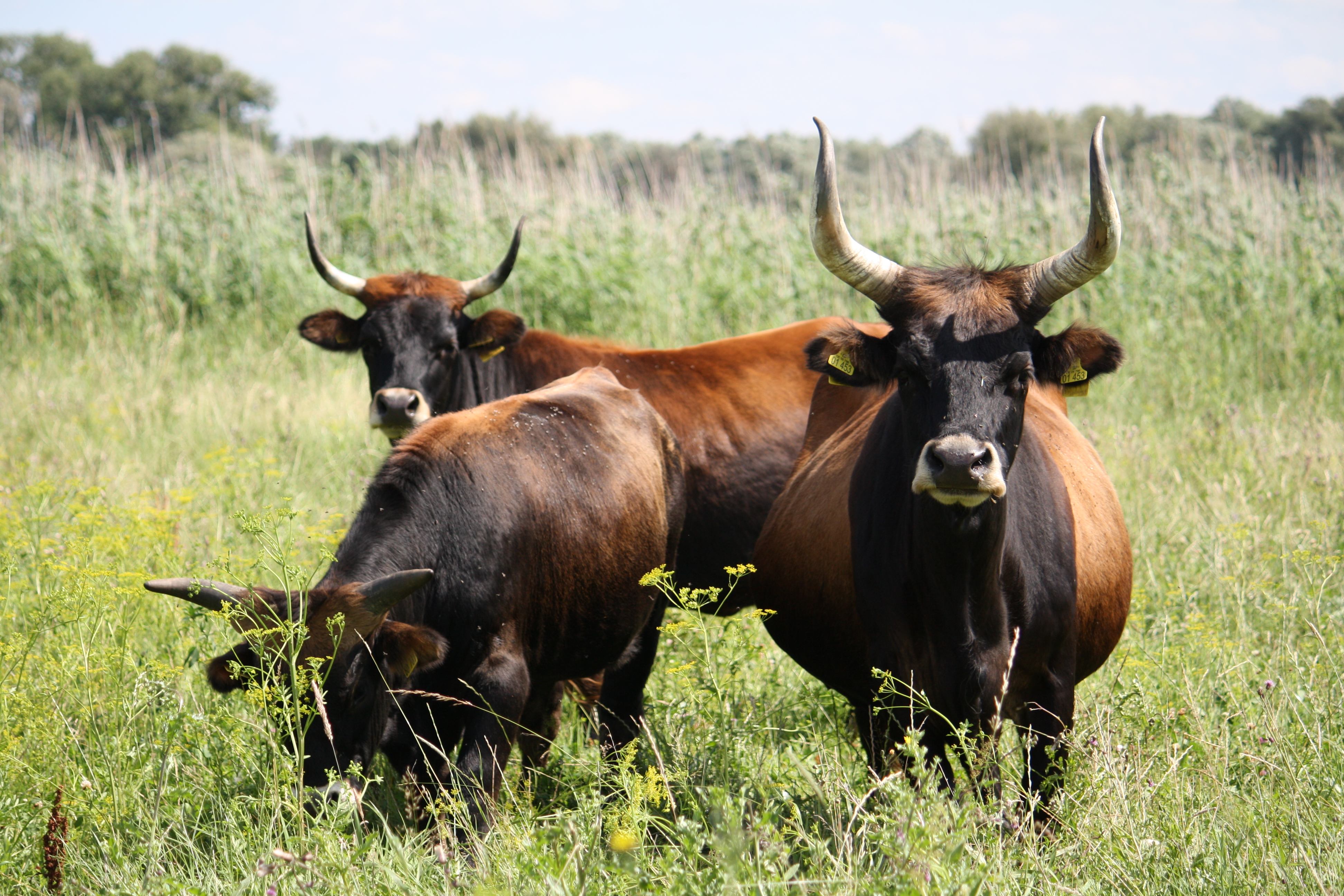
Bò Taurus gần Stolzenhagen

## Động vật
Có một vùng bảo về đặc biệt cho chim.
Những đồng bằng ở đó là môi trường sống của những loài chim thí dụ như hạc đen, Chích nước, crex crex.
Cũng có những thú vật như rái cá thường và Hải ly châu Âu.

## Thực vật
Có những cây như loại sồi Quercus pubescens thường có ở khí hậu bán địa trung hải (submediterranean).